# Fünf auf Hochzeitsreise
Fünf auf Hochzeitsreise ist eine US-amerikanische Filmkomödie aus dem Jahr 1948 von Claude Binyon mit Claudette Colbert und Fred MacMurray in den Hauptrollen. Der Film wurde von Universal-International Pictures produziert und basiert auf dem Roman Family Honeymoon von Homer Croy.

## Handlung
Die Witwe Katie Armstrong verlobt sich mit dem Botaniker Grant Jordan. Die Verlobungsfeier wird von Grants Ex-Freundin Minna Fenster sabotiert. Grant versichert Katie, dass er kein Interesse an Minna habe, er aber dennoch mit ihr Kontakt halten müsse, da ihr Vater Richard als Kanzler der Universität den Bau eines von ihm geplanten Fakultätsgebäudes unterstützt. Katie ihrerseits ist sich sicher, dass Grant ein guter Vater für ihre drei Kinder Abner, Charlie und Zoe sein wird.
Kurz vor der Hochzeit erleidet Katies ältere Schwester Jo, die während der Flitterwochen des Paares die Kinder beaufsichtigen soll, einen Unfall, als sie über Zoes Teddybär stolpert und die Treppe hinunterstürzt. Jo besteht auf die Durchführung der Hochzeit und wird mit einem gebrochenen Bein ins Krankenhaus gebracht. Da sie niemanden finden können, der die drei Kinder beaufsichtigt, nehmen Katie und Grant die drei auf ihre Hochzeitsreise zum Grand Canyon mit.
Die Hochzeitsreise machen die Jordans mit dem Zug. Katie erkennt mit Entsetzen, dass sich Abner und Charlie beim letzten Halt in Porterville aus dem Zug geschlichen haben. Der Schaffner beruhigt Katie, dass er dem Bahnhofsvorsteher ein Telegramm schicken wird. Am nächsten Bahnhof, Junction City, verlassen Katie, Grant und Zoe den Zug und fahren mit dem Taxi zurück nach Porterville. Dort erfahren sie, dass die Jungen mit einem Handelsvertreter nach Junction City unterwegs sind. Auf halbem Wege nach Junction City muss der Taxifahrer tanken. An der Tankstelle finden die Jordans den Handelsvertreter, aber die Jungen sind nicht bei ihm. Der Geschäftsmann erklärt, dass sein Auto gestreikt habe und die Jungs mit dem Farmer Webb weitergefahren seien. Auf der Webb-Farm kann Katie ihre Söhne in die Arme schließen. Die Webbs bieten an, dass die Jordans auf der Farm übernachten können.
Am nächsten Morgen kann die Reise zum Grand Canyon mit einem Bummelzug fortgesetzt werden. Nach zwei schlaflosen Nächten erreichen die Jordans ihren Ferienbungalow. Zu Katies Unbehagen logieren dort auch Minna und ihr Vater. Als Grant und Katie mit den Kindern einen Ausritt unternehmen wollen, besteht Minna darauf, dass Grant ihrem Vater Skizzen über das geplante Gebäude zeigt, da sie und ihr Vater ein wichtiges Treffen mit dem Universitätsvorstand haben. Während des Ausritts begegnet Katie Roland, der ihr erklärt, dass er und Minna die Nacht im Canyon kampieren werden.
Katie und die Kinder sind vom Ausritt erschöpft. Minnas gezierte Einladung zum Abendessen macht sie wütend, dennoch nimmt sie an. Sie will sich die Haare machen lassen und lässt die Kinder in Grants Obhut. Während Katies Abwesenheit besucht Minna Grant, der mit den wilden Kindern überfordert ist. Als Minna gegangen ist, verabreicht er den Jungen Ohrfeigen. Genau in diesem Augenblick kommt Katie zurück. Sie ist nicht nur entsetzt, dass Grant ihre Söhne schlägt, sondern auch darüber, dass Minna da war. Das frisch vermählte Paar gerät in Streit. Zu Minnas Freude verlässt Grant das Resort in einem Taxi. Schon bald ändert er seine Meinung und kehrt um. Doch Katie hat in der Zwischenzeit schon ausgeschenkt.
Katie schickt Jo ein Telegramm über ihre frühzeitige Rückkehr. Als sie mit ihren Kindern nach Hause kommt, ist eine Willkommensfeier in vollem Gange. Katie schickt ihre Kinder zurück ins Taxi und versucht, mit Jo alleine zu reden. Minna und Richard tauchen ebenfalls auf der Feier auf. Da Minna Katie nicht erblickt, glaubt sie, sie würde sich vor ihr verstecken. Gerade ist Katie bereit, den Gästen ihre Trennung von Grant zu verkünden, als dieser mit den Kindern, die ihn am Bahnhof angetroffen haben, eintritt. Minna muss mit ansehen, wie Grant und Katie sich umarmen.

## Produktion

### Hintergrund
Gedreht wurde der Film vom 7. Juni bis Ende Juli 1948 am Grand Canyon sowie in den Universal-Studios in Universal City.
Kameramann William H. Daniels spielte Katies verstorbenen Ehemann Arch Armstrong. Die Szenen fanden in der Endfassung keine Verwendung, im Film ist nur ein gemaltes Porträt von ihm zu sehen. Dennoch wurde er im Abspann an vierter Stelle geführt, während er im Vorspann unerwähnt blieb.
Die Rechte an Homer Croys Roman wurden von dem unabhängigen Produzenten Z. Wayne Griffin erworben, der den Film mit Eugene B. Rodney für Columbia Pictures produzieren sollte. Byron Haskin sollte Regie führen und Robert Young die männliche Hauptrolle übernehmen. Nachdem die Zensurbehörde den verspäteten Eheschluss als Grundlage für eine Komödie beanstandet hatte, eine schon seit Jahren verbotene Praxis, nahm Columbia Abstand von dem Projekt. Autor Dane Lussier überarbeitete das Drehbuch und entfernte die beanstandeten Passagen. Griffin gewann Universal als Produktionsgesellschaft und arbeitete mit John Beck zusammen.

### Stab
Bernard Herzbrun und Richard H. Riedel oblag die künstlerische Leitung. Russell A. Gausman und A. Roland Fields waren für das Szenenbild zuständig, Orry-Kelly für die Kostüme, Bud Westmore und Abe Haberman für das Maskenbild. Verantwortliche Toningenieure waren Glenn E. Anderson und Leslie I. Carey. Frank X. Shaw arbeitete als Regieassistent, Clyde De Vinna als Kameraführer.

### Besetzung
In kleinen nicht im Abspann erwähnten Nebenrollen traten Heinie Conklin, Bess Flowers, Harold Goodwin, Holmes Herbert, Harold Miller, Anne Nagel, Frank Orth, Snub Pollard, Beatrice Roberts, Almira Sessions, Jay Silverheels, Minerva Urecal als Mrs. Webb und O. Z. Whitehead auf. Ebenfalls unerwähnt blieb Harry Hayden als Schaffner.

## Veröffentlichung
Die Premiere des Films fand am 6. Dezember 1948 in New York statt. In der Bundesrepublik Deutschland kam er am 24. März 1950 in die Kinos, in Österreich am 26. Mai 1950.

## Kritiken
Das Lexikon des internationalen Films schrieb: „Freundliches Familienvergnügen.“
Bob Thomas schrieb im Santa Cruz Sentinel, die Stars würden die komischen Situationen geübt bewältigen und für viele Lacher sorgen.
Josephine O’Neill vom australischen Daily Telegraph war der Überzeugung, dass die vollkommen häusliche Komödie eher die älteren Fans ansprechen werde.
Der Kritiker des TV Guide sah einen Film, der auf einen einzigen Gag aufgebaut sei, den der Titel schon verrate. Er sei nett genug, gehe aber nicht weit genug, obwohl Regisseur Binyon das Tempo lebendig halte.